# Nodocion floridanus
Nodocion floridanus är en spindelart som först beskrevs av Banks 1896.  Nodocion floridanus ingår i släktet Nodocion och familjen plattbuksspindlar. Inga underarter finns listade i Catalogue of Life.